# Pont Jacques-Chaban-Delmas
De Pont Jacques-Chaban-Delmas, of ook de Pont Bacalan-Bastide, is een hefbrug over de Garonne in Bordeaux. Het is de grootste in zijn soort in Europa. De lengte van de totale constructie is 575 meter; de eigenlijke brug is 433 meter lang. Het brugdeel dat kan worden opgeheven is 117 meter lang en kan tot 53 meter boven het wateroppervlak worden opgeheven.
Einde 2012 was de bouw van de brug klaar, in december van dat jaar werd de brug getest. 1 januari 2013 mochten de eerste voetgangers gebruikmaken van de brug, maar alleen nog overdag. Op 16 maart 2013 werd de brug officieel in gebruik genomen door François Hollande, president van Frankrijk, en Alain Juppé, burgemeester van Bordeaux.